# 76 (число)
76 (семьдесят шесть) - натуральное число, расположенное между числами 75 и 77. Оно не является простым числом, а относительно последовательности простых чисел расположено между 73 и 79.

## В математике
Число 76 — число Люка, пятое автоморфное число, одиннадцатое триморфное число, нетотиентное число, 14-угольное число, центрированное пятиугольное число, число Эрдёша — Вудса и телефонное число.
Группа перестановок порядка 6 содержит 76 инволюций.
Karl A. Dahlke доказал, что гептамино  имеет порядок 76, то есть 76 — наименьшее число копий этого полимино, достаточное для построения прямоугольника.

## В науке
- Атомный номер осмия

## В других областях
- 76 год; 76 год до н. э., 1976 год
- ASCII-код символа «L»
- 76 — Код субъекта Российской Федерации и Код ГИБДД-ГАИ Ярославской области.
- Количество мгновений в одной еврейской минуте (части).
- 76,2-мм дивизионная пушка образца 1902/30 годов
- 76-мм дивизионная пушка образца 1902/30 годов
- 76,2-мм зенитная пушка образца 1938 года
- 76,2-мм полковая пушка образца 1943 года
- 76-мм горная пушка образца 1938 года
- 76-мм дивизионная пушка образца 1902/30 годов
- 76-мм дивизионная пушка образца 1936 года (Ф-22)
- 76-мм дивизионная пушка образца 1939 года (УСВ)
- 76-мм дивизионная пушка образца 1942 года (ЗИС-3)
- 76-мм полковая пушка образца 1927 года
- 76-мм полковая пушка образца 1943 года
- 76 муниципальный округ Санкт-Петербурга
- 76-я гвардейская десантно-штурмовая дивизия